# Заровье (Брянская область)
Заровье — поселок в Унечском районе Брянской области в составе Березинского сельского поселения.

## География
Находится в центральной части Брянской области на расстоянии приблизительно 9 км на юг-юго-восток по прямой от районного центра города Унеча.

## История
На карте 1941 года отмечен как поселение с 60 дворами.

## Население
Численность населения: 105 человек (1979 год), 62 (1989), 26 человек (русские 100 %) в 2002 году, 20 в 2010.